# Tekno (modelauto)

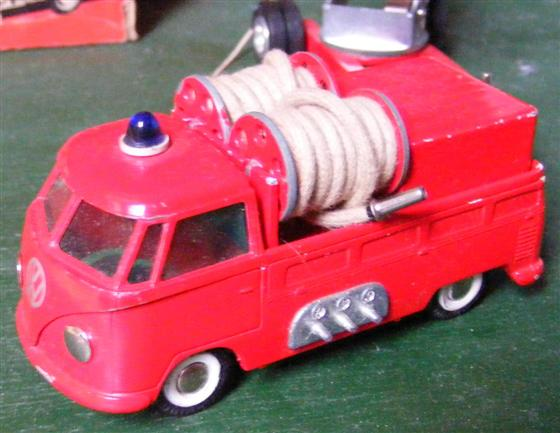
Tekno model gemaakt in Denemarken

Tekno is een Nederlandse producent van modelauto's, gevestigd in De Lier. Het bedrijf maakt miniaturen van vrachtauto's en autobussen in schaal 1:50. De modellen worden vooral verkocht aan bedrijven, die ze verkopen of weggeven als relatiegeschenk. Ook verzamelaars kunnen echter bij Tekno bestellen. Tekno heeft een bedrijfsmuseum met duizenden modellen die in de afgelopen decennia zijn geproduceerd.

Tekno is op 1 september 1928 als Tekno Dansk Legetojs Industri opgericht door loodgieter A. Siegumfeldt in Vanløse (bij Kopenhagen). Na de Tweede Wereldoorlog opende het bedrijf verschillende buitenlandse vestigingen. In 1969 overleed de oprichter. Daarna ging het bergafwaarts en in 1972 viel het doek. De bedrijfsnaam en de machines werden overgenomen door het Nederlandse Vanmin uit Voorburg, en de productie werd in Nederland voortgezet onder de naam Tekno Toys. Besloten werd voortaan alleen nog vrachtwagenmodellen te maken. In 1989 werd de naam gewijzigd in Tekno en in 2003 werd een bedrijfsmuseum geopend.

## Lion Toys
Tekno heeft in 2010 het eveneens Nederlandse bedrijf Lion Toys overgenomen. Het museum werd uitgebreid om ook modellen van Lion Toys te tonen.